# Слупски окръг
Слупски окръг (на полски: Powiat słupski; на кашубски: Stôłpsczi kréz) е окръг в северозападната част на Поморското войводство, Полша. Заема площ от 2304,24 км2.
Административен център е град Слупск.

## География
На запад окръга граничи със Западнопоморското войводство, на юг с Битовски окръг, на изток с Лемборски окръг а на север е брега на Балтийско море.

## Население
Населението на окръга възлиза на 96 955 души (2012 г.). Гъстотата е 42 души/км2. Урбанизацията е 21,9%.
Население по-години:
- 1999 – 94 255
- 2000 – 94 520
- 2001 – 95 063
- 2002 – 91 787
- 2003 – 92 045
- 2004 – 92 174
- 2005 – 92 227

## Административно деление
Окръгът е разделен на 10 общини(гмини).
| Карта                  | Общини |
| ---------------------- | --- |
| Карта на Слупски окръг | Градска община: - Устка Градско-селска община: - Община Кемпице Селски общини: - Община Глувчице - Община Дамница - Община Дембница Кашубска - Община Кобилница - Община Потенгово - Община Слупск - Община Смолджино - Община Устка |

## Галерия
- Устка
- Кемпице